# 童中莲墓
童中莲墓位于中国浙江省宁波市鄞州区塘溪镇童村周家凉亭自然村，民国墓葬，墓葬朝西，墓丘呈圆形，墓前设有三层祭台，2010年9月公布为鄞州区文物保护单位。